# 4894 Ask
A 4894 Ask (ideiglenes jelöléssel 1986 RJ) a Naprendszer kisbolygóövében található aszteroida. Poul Jensen fedezte fel 1986. szeptember 8-án.